# Shenandoah Heights
Shenandoah Heights és una concentració de població designada pel cens dels Estats Units a l'estat de Pennsilvània. Segons el cens del 2000 tenia 1.298 habitants.

## Demografia
Segons el cens del 2000, Shenandoah Heights tenia 1.298 habitants, 549 habitatges, i 376 famílies. La densitat de població era de 611,2 habitants per quilòmetre quadrat.
Dels 549 habitatges en un 25,1% hi vivien nens de menys de 18 anys, en un 53,6% hi vivien parelles casades, en un 10,6% dones solteres, i en un 31,5% no eren unitats familiars. En el 28,4% dels habitatges hi vivien persones soles el 17,5% de les quals corresponia a persones de 65 anys o més que vivien soles. El nombre mitjà de persones vivint en cada habitatge era de 2,35 i el nombre mitjà de persones que vivien en cada família era de 2,88.
Per edats la població es repartia de la següent manera: un 19,2% tenia menys de 18 anys, un 7,3% entre 18 i 24, un 28,2% entre 25 i 44, un 24,1% de 45 a 60 i un 21,2% 65 anys o més.
L'edat mediana era de 43 anys. Per cada 100 dones de 18 o més anys hi havia 91,4 homes.
La renda mediana per habitatge era de 38.958 $ i la renda mediana per família de 43.875 $. Els homes tenien una renda mediana de 31.793 $ mentre que les dones 21.250 $. La renda per capita de la població era de 23.898 $. Entorn de l'1,2% de les famílies i l'1,9% de la població estaven per davall del llindar de pobresa.

## Poblacions més properes
El següent diagrama mostra les poblacions més properes.